# Pukkisaari (ö i Kymmenedalen, Kouvola, lat 61,17, long 26,59)
Pukkisaari är en ö i Finland. Den ligger i sjön Huhdasjärvi och i kommunen Kouvola i den ekonomiska regionen  Kouvola ekonomiska region  och landskapet Kymmenedalen, i den södra delen av landet, 140 km nordost om huvudstaden Helsingfors. Öns area är 1,9 hektar och dess största längd är 260 meter i nord-sydlig riktning.